# Otto Rust (Jurist)

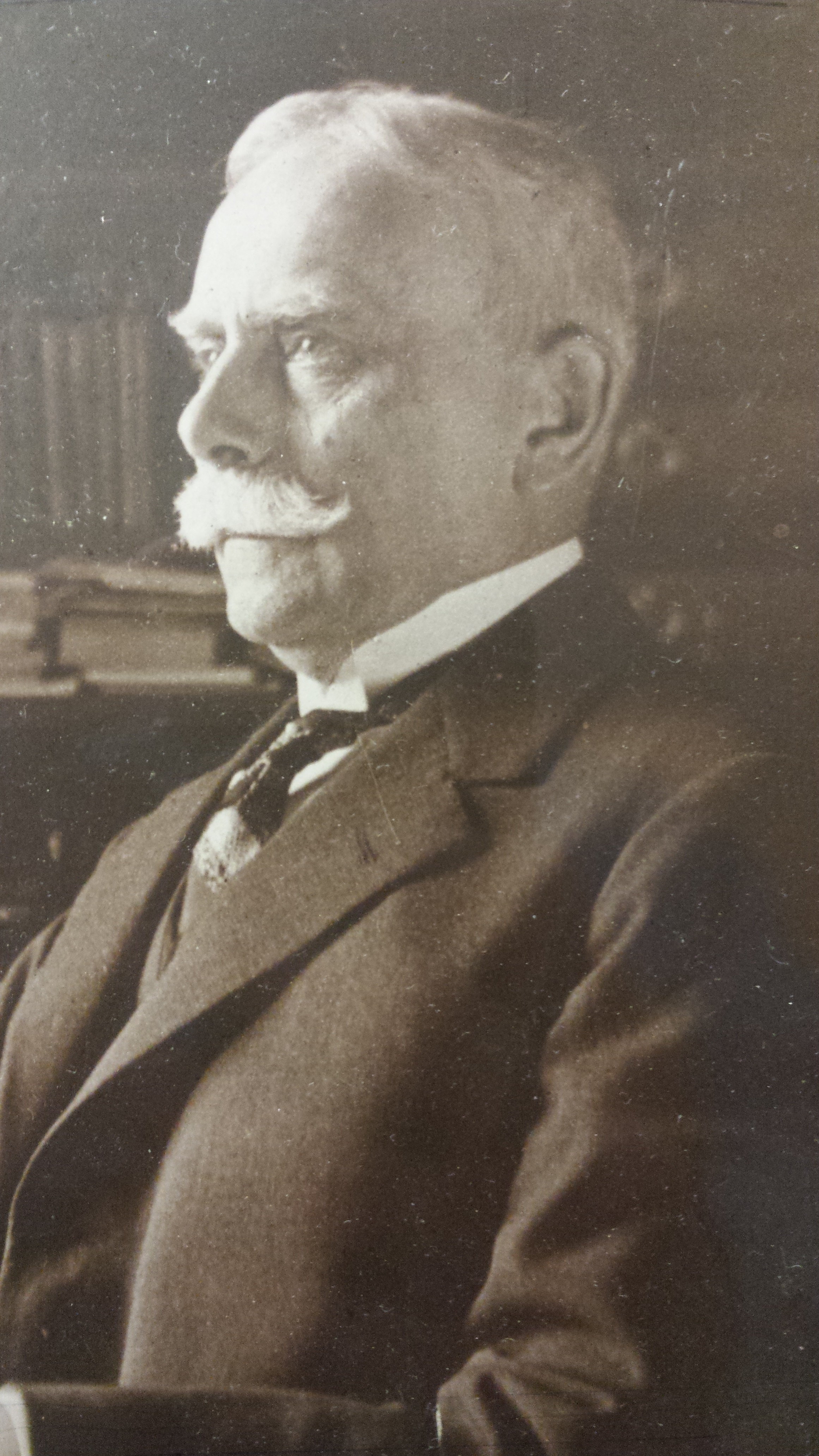
Otto Rust

Otto Rust (* 11. Oktober 1861; † 16. August 1942) war ein deutscher Jurist und der erste Generalstaatsanwalt der Generalstaatsanwaltschaft Köln.

## Leben
Otto Rust wurde als Sohn des preußischen Regierungsrates und späteren (von 1879 bis 1886) Zentrumsabgeordneten im Preußischen Abgeordnetenhaus Franz Rust in Osterode am Harz geboren. Sein Abitur legte er im Jahre 1880 an dem damaligen Hohenzollern-Gymnasium (heute Görres-Gymnasium) in Düsseldorf ab. Nach dem Studium der Rechtswissenschaften in Straßburg, Bonn und Berlin und anschließender Promotion wurde er 1896 zum Staatsanwalt in Köln ernannt und im Jahre 1900 zur Staatsanwaltschaft nach Düsseldorf versetzt. 1908 wurde er Erster Staatsanwalt (Ltd. Staatsanwalt) in Stendal, in gleicher Funktion 1913 nach Duisburg berufen. 1916 wurde er Leiter der Generalstaatsanwalt in Köln und nach Einführung des Titels des Generalstaatsanwalts im Jahre 1920 erster Generalstaatsanwalt der Generalstaatsanwaltschaft Köln. Dieses Amt übte er bis zum Eintritt in den Ruhestand am 31. März 1928 aus.
Rust war langjähriger erster Vorsitzender der Rheinisch-Westfälischen Gefängnisgesellschaft. Als kgl. preußischer Rittmeister der Landwehr war er Mitglied der Offizier-Vereinigung des Landwehr-Bezirks Düsseldorf. Überliefert wird, dass Otto Rust im März 1927 in seiner Eigenschaft als Generalstaatsanwalt bei der Einweihung einer Ehrenhalle im Justizgebäude Reichenspergerplatz für gefallene Justizmitarbeiter des Ersten Weltkrieges ein selbstverfasstes Gedicht vortrug.

## Familie
Otto Rust war verheiratet mit Leonie Mooren, einer Tochter des Düsseldorfer Ehrenbürgers und Augenarztes Albert Mooren. Rusts Nichte Elisabeth Paula Goseling geb. Menken war die Ehefrau des von den Nationalsozialisten 1941 im KZ Buchenwald ermordeten vormaligen niederländischen Justizministers Carel Goseling.

## Ehrungen
- Komtur des Päpstlichen Gregoriusordens
- Eisernes Kreuz am schwarz-weißen Bande